# Rubén Torres
Rubén Torres (Tucumán, Argentina, 1935 - Buenos Aires, 20 de septiembre de 2017), conocido también como Coco Torres, fue un entrenador especializado en futbol femenino. 
Fue el primer director técnico de la Selección femenina de fútbol de Argentina. Dirigió también los equipos femeninos del River Plate (en donde cosechó seis títulos nacionales) y de Independiente.

## Trayectoria

### Futbolista
Durante su juventud se desempeñó como jugador en Central Norte y en Huracán.

### Entrenador
Se recibió de director técnico en 1970. Al año siguiente comenzó dirigiendo en las inferiores de Argentinos Juniors y entre 1972 y 1978 se hizo cargo de las inferiores de Ferro Carril Oeste.
A fines de la década de 1970 llegó a River Plate, donde permaneció por casi 30 años, primero en inferiores, pero luego pasaría a dirigir el plantel femenino del club conquistando seis títulos nacionales. Jugadoras que lo tuvieron de entrenador en River, como Fabiana Vallejos, Juliana Rodríguez, Ludmila Manicler y Mónica Santino han expresado lo importante que fue para el inicio de sus carreras.
Entre 2004 y 2008 dirigió el equipo femenino del Club Atlético Independiente. Durante su gestión recibió el Premio Alumni al mejor técnico de fútbol femenino.

#### Selección nacional
En 1993 se convirtió en el primer director técnico en dirigir la selección femenina de fútbol de Argentina. Participó también en las eliminatorias del Mundial de Suecia 95 y obtuvo el subcampeonato del Sudamericano Femenino de 1995.

## Distinciones individuales
- Premio Alumni 2007 al mejor DT de fútbol femenino.[3]

### Otros homenajes
- Por su fallecimiento se realizó un partido homenaje entre los equipos femeninos de Real Pilar y Camioneros.[10]

- También las jugadoras del Club Atlético Independiente lo recordaron con un minuto de silencio y jugaron con un brazalete negro en señal de duelo en el partido siguiente a la fecha de su fallecimiento.[11]

- Una escuela de fútbol femenino ubicada en Coronel Dorrego, provincia de Buenos Aires, lleva su nombre.[12]